# Maurice Niaty-Mouamba
 (septembre 2008).
Si vous disposez d'ouvrages ou d'articles de référence ou si vous connaissez des sites web de qualité traitant du thème abordé ici, merci de compléter l'article en donnant les références utiles à sa vérifiabilité et en les liant à la section « Notes et références ».
Maurice Niaty-Mouamba est un homme politique congolais.
Docteur-ingénieur, ancien Ministre des Transports et de l'aviation civile dans le Gouvernement de Transition d'André Milongo et sous la présidence de Pascal Lissouba.
Il est Président du SITRASS (Solidarité Internationale sur les Transports et la Recherche en Afrique Sub-Saharienne).